# ATP-toernooi van Sydney (indoor)
Het ATP-toernooi van Sydney, officieel het Australian Indoor Tennis Championship, was een tennistoernooi voor mannen dat tussen 1973 en 1994 gehouden werd.

## Finales

### Enkelspel
| Datum      | Naam                                          | Categorie           | ($)       | Ondergrond        | Winnaar              | Runner-up            | Uitslag                 |         |
| ---------- | --------------------------------------------- | ------------------- | --------- | ----------------- | -------------------- | -------------------- | ----------------------- | ------- |
| 03-10-1994 | Australian Indoor Tennis Championship         | Championship Series | $ 895.000 | Hardcourt, indoor | Richard Krajicek     | Boris Becker         | 7-6, 7-6, 2-6, 6-3      | Details |
| 04-10-1993 | Ansett Australian Indoor Tennis Championships | Championship Series | $ 875.000 | Hardcourt, indoor | Jaime Yzaga          | Petr Korda           | 6-4, 4-6, 7-6, 7-6      | Details |
| 05-10-1992 | Australian Indoor Tennis Championships        | Championship Series | $ 825.000 | Hardcourt, indoor | Goran Ivanišević     | Stefan Edberg        | 6-4, 6-2, 6-4           | Details |
| 30-09-1991 | Australian Indoor Tennis Championships        | Championship Series | $ 750.000 | Hardcourt, indoor | Stefan Edberg        | Brad Gilbert         | 6-2, 6-2, 6-2           | Details |
| 01-10-1990 | Australian Indoor Tennis Championships        | Championship Series | $ 750.000 | Hardcourt, indoor | Boris Becker (2)     | Stefan Edberg        | 7-6, 6-4, 6-4           | Details |
| 09-10-1989 | Australian Indoor Tennis Championships        |                     | $ 375.000 | Hardcourt, indoor | Ivan Lendl (3)       | Lars-Anders Wahlgren | 6-2, 6-2, 6-1           |         |
| 10-10-1988 | Swan Premium Open                             |                     | $ 372.500 | Hardcourt, indoor | Slobodan Živojinović | Richard Matuszewski  | 7-6, 6-3, 6-4           |         |
| 12-10-1987 | Swan Premium Sydney Indoor                    |                     | $ 275.000 | Hardcourt, indoor | Ivan Lendl (2)       | Pat Cash             | 6-4, 6-2, 6-4           |         |
| 13-10-1986 | Swan Premium Open                             |                     | $ 275.000 | Hardcourt, indoor | Boris Becker (1)     | Ivan Lendl           | 3-6, 7-6, 6-2, 6-0      |         |
| 14-10-1985 | Custom Credit Australian Indoor Championships |                     | $ 225.000 | Hardcourt, indoor | Ivan Lendl (1)       | Henri Leconte        | 6-4, 6-4, 7-6           |         |
| 08-10-1984 | Custom Credit Australian Indoor Championships |                     | $ 225.000 | Hardcourt, indoor | Anders Järryd        | Ivan Lendl           | 6-3, 6-2, 6-4           |         |
| 10-10-1983 | Custom Credit Australian Indoor Championships |                     | $ 200.000 | Hardcourt, indoor | John McEnroe (4)     | Henri Leconte        | 6-1, 6-4, 7-5           |         |
| 11-10-1982 | Custom Credit Australian Indoor Championships |                     | $ 200.000 | Hardcourt, indoor | John McEnroe (3)     | Gene Mayer           | 6-4, 6-1, 6-4           |         |
| 12-10-1981 | Custom Credit Australian Indoor               |                     | $ 175.000 | Hardcourt, indoor | John McEnroe (2)     | Roscoe Tanner        | 6-4, 7-5, 6-2           |         |
| 13-10-1980 | Custom Credit Australian Indoor Championships |                     | $ 175.000 | Hardcourt, indoor | John McEnroe (1)     | Vitas Gerulaitis     | 6-3, 6-4                |         |
| 15-10-1979 | Custom Credit Australian Indoor               |                     | $ 175.000 | Hardcourt, indoor | Vitas Gerulaitis     | Guillermo Vilas      | 4-6, 6-3, 6-1, 7-6      |         |
| 23-10-1978 | Custom Credit Australian Indoor Championships |                     | $ 175.000 | Hardcourt, indoor | Jimmy Connors (2)    | Geoff Masters        | 6-0, 6-0, 6-4           |         |
| 17-10-1977 | Custom Credit Australian Indoors              |                     | $ 125.000 | Hardcourt, indoor | Jimmy Connors (1)    | Ken Rosewall         | 7-5, 6-4, 6-2           |         |
| 18-10-1976 | Custom Credit Indoors                         |                     | $ 125.000 | Hardcourt, indoor | Geoff Masters        | James Delaney        | 4-6, 6-3, 7-6, 6-3      |         |
| 20-10-1975 | Custom Credit Indoor Tennis Tournament        |                     |           | Hardcourt, indoor | Stan Smith           | Robert Lutz          | 7-6, 6-2                |         |
| 21-10-1974 | Australian Indoor                             |                     |           | Hardcourt, indoor | John Newcombe        | Cliff Richey         | 6-4, 6-3, 6-4           |         |
| 12-11-1973 | Australian Indoor Championships               |                     |           | Hardcourt, indoor | Rod Laver            | John Newcombe        | 3-6, 7-5, 6-3, 3-6, 6-4 |         |

### Dubbelspel
| Datum      | Naam                                          | Categorie           | ($)       | Ondergrond        | Winnaars                                | Runners-up                      | Uitslag       |         |
| ---------- | --------------------------------------------- | ------------------- | --------- | ----------------- | --------------------------------------- | ------------------------------- | ------------- | ------- |
| 03-10-1994 | Australian Indoor Tennis Championship         | Championship Series | $ 895.000 | Hardcourt, indoor | Jacco Eltingh Paul Haarhuis             | Byron Black Jonathan Stark      | 6-4, 7-6      | Details |
| 04-10-1993 | Ansett Australian Indoor Tennis Championships | Championship Series | $ 875.000 | Hardcourt, indoor | Patrick McEnroe (2) Richey Reneberg (2) | Alexander Mronz Lars Rehmann    | 6-3, 7-5      | Details |
| 05-10-1992 | Australian Indoor Tennis Championships        | Championship Series | $ 825.000 | Hardcourt, indoor | Patrick McEnroe (1) Jonathan Stark      | Jim Grabb Richey Reneberg       | 6-2, 6-3      | Details |
| 30-09-1991 | Australian Indoor Tennis Championships        | Championship Series | $ 750.000 | Hardcourt, indoor | Jim Grabb Richey Reneberg (1)           | Luke Jensen Laurie Warder       | 6-4, 6-4      | Details |
| 01-10-1990 | Australian Indoor Tennis Championships        | Championship Series | $ 750.000 | Hardcourt, indoor | Broderick Dyke Peter Lundgren           | Stefan Edberg Ivan Lendl        | 6-2, 6-4      | Details |
| 09-10-1989 | Australian Indoor Tennis Championships        |                     | $ 375.000 | Hardcourt, indoor | David Pate Scott Warner                 | Darren Cahill Mark Kratzmann    | 6-3, 6-7, 7-5 |         |
| 10-10-1988 | Swan Premium Open                             |                     | $ 372.500 | Hardcourt, indoor | Darren Cahill (2) John Fitzgerald (3)   | Martin Davis Brad Drewett       | 6-3, 6-2      |         |
| 12-10-1987 | Swan Premium Sydney Indoor                    |                     | $ 275.000 | Hardcourt, indoor | Darren Cahill (1) Mark Kratzmann        | Boris Becker Robert Seguso      | 6-3, 6-2      |         |
| 13-10-1986 | Swan Premium Open                             |                     | $ 275.000 | Hardcourt, indoor | Boris Becker John Fitzgerald (2)        | Peter McNamara Paul McNamee     | 6-4, 7-6      |         |
| 14-10-1985 | Custom Credit Australian Indoor Championships |                     | $ 225.000 | Hardcourt, indoor | John Fitzgerald (1) Anders Järryd (2)   | Mark Edmondson Kim Warwick      | 6-3, 6-2      |         |
| 08-10-1984 | Custom Credit Australian Indoor Championships |                     | $ 225.000 | Hardcourt, indoor | Anders Järryd (1) Hans Simonsson        | Mark Edmondson Sherwood Stewart | 6-4, 6-4      |         |
| 10-10-1983 | Custom Credit Australian Indoor Championships |                     | $ 200.000 | Hardcourt, indoor | Mark Edmondson Sherwood Stewart         | John McEnroe Peter Rennert      | 6-2, 6-4      |         |
| 11-10-1982 | Custom Credit Australian Indoor Championships |                     | $ 200.000 | Hardcourt, indoor | John McEnroe (3) Peter Rennert          | Steve Denton Mark Edmondson     | 6-3, 7-6      |         |
| 12-10-1981 | Custom Credit Australian Indoor               |                     | $ 175.000 | Hardcourt, indoor | Peter Fleming (2) John McEnroe (2)      | Sherwood Stewart Ferdi Taygan   | 6-7, 7-6, 6-1 |         |
| 13-10-1980 | Custom Credit Australian Indoor Championships |                     | $ 175.000 | Hardcourt, indoor | Peter Fleming (1) John McEnroe (1)      | Tim Gullikson Johan Kriek       | 4-6, 6-1, 6-2 |         |
| 15-10-1979 | Custom Credit Australian Indoor               |                     | $ 175.000 | Hardcourt, indoor | Rod Frawley Francisco González          | Vijay Amritraj Pat DuPré        | Walk-over     |         |
| 23-10-1978 | Custom Credit Australian Indoor Championships |                     | $ 175.000 | Hardcourt, indoor | John Newcombe (3) Tony Roche (2)        | Mark Edmondson John Marks       | 6-4, 6-3      |         |
| 17-10-1977 | Custom Credit Australian Indoors              |                     | $ 125.000 | Hardcourt, indoor | John Newcombe (2) Tony Roche (1)        | Ross Case Geoff Masters         | 6-7, 6-3, 6-1 |         |
| 18-10-1976 | Custom Credit Indoors                         |                     | $ 125.000 | Hardcourt, indoor | Ismail El Shafei Brian Fairlie          | Syd Ball Kim Warwick            | 4-6, 6-4, 7-6 |         |
| 20-10-1975 | Custom Credit Indoor Tennis Tournament        |                     |           | Hardcourt, indoor | Brian Gottfried Raúl Ramírez            | Ross Case Geoff Masters         | 6-4, 6-2      |         |
| 21-10-1974 | Australian Indoor                             |                     |           | Hardcourt, indoor | Ross Case Geoff Masters                 | John Newcombe Tony Roche        | 6-4, 6-4      |         |
| 12-11-1973 | Australian Indoor Championships               |                     |           | Hardcourt, indoor | Rod Laver John Newcombe (1)             | Malcolm Anderson Ken Rosewall   | 7-6, 6-2      |         |

1973 · 1974 · 1975 · 1976 · 1977 · 1978 · 1979 · 1980 · 1981 · 1982 · 1983 · 1984 · 1985 · 1986 · 1987 · 1988 · 1989 · 1990 · 1991 · 1992 · 1993 · 1994
ITF-toernooien (mannen en vrouwen)

ATP-toernooien (mannen) – ATP-seizoen 2025

WTA-toernooien (vrouwen) – WTA-seizoen 2025

Voormalige toernooien mannen
Voormalige toernooien vrouwen
Voormalige amateurtoernooien